# Nedeczky Flóris
Nedeczei és lábatlani Nedeczky Flóris Ferenc Xavér János Nepomuk (Flórián; Komárom, 1812. május 4. - Érsekújvár, 1900. február 28.) prímási főügyész, az esztergomi főkáptalan uradalmának ügyésze, 1848-as honvéd százados.

## Élete
Nedeczky Gáspár (1773[forrás?]-1839) komáromi szolgabíró, uradalmi jószágigazgató és Reinprecht Jozefa fia. Testvére volt Kálmán Ignác Jeromos (1810-1890), Károly Ignác Elek (1913) és Sándor János Nepomuk Bernárd (1814), és Nedeczky Gáspár (1822-1893) római katolikus plébános.
Jogot végzett. 1833-tól ügyvéd, 1840-ben esküdt, 1841-től írnok, 1846-tól segédkiadó a pesti váltótörvényszéknél.
1849. januárjától főhadnagy a 60. (Somogy vármegyei) honvédzászlóaljnál a Központi Mozgó Seregnél, majd a II. hadtestben. A júniusi Vág-menti hadjárat során megsebesült. 1849. július 7-én századossá léptették elő.
A szabadságharc után újra ügyvéd lett, 1862-ben Verebélyen, majd az esztergomi prímási uradalom főügyésze volt. Tiltakozott az 1879-es szegedi árvíz utáni, a minisztérium árvízvédelmi előírásainak szigorítása ellen, melyek nagyban növelték az árvízvédelem költségeit.
Nála dolgozott Ozorai József, akit rábeszélt az ügyvédi pálya folytatására. Ozorai ekkor írta az ármentesítésről szóló munkáit. Halála után Ozorait nevezték ki ügyvédi irodájának gondnokául.